# Substack
Substack – platforma blogowa i wydawnicza umożliwiająca autorom pozyskiwanie środków za publikowane teksty, podcasty i materiały wideo bezpośrednio od odbiorców poprzez subskrypcyjny model płatności.

## Charakterystyka
Platforma została stworzona w 2017 roku przez Chrisa Besta, Jairaja Sethiego i Hamisha McKenziego.  Autorzy publikujacy na Substack mogą decydować, czy dostęp do ich treści będzie płatny czy bezpłatny. Możliwe jest również nałożenie przez autora, paywalla na pojedyńcze posty lub upublicznienie bez opłat dla osób niebędących subskrybentami nielicznych tekstów pośród większości płatnych. W 2020 roku minimalna opłata za subskrypcję wynosiła 5 dolarów (USD) miesięcznie lub 30 dolarów rocznie. Od tych stawek Substack pobiera 10% prowizji. O nowych publikacjach wybranych autrów czytelinicy powiadamiani są każdorazowo newsletterem wysyłanym na adres e-mail, którego podanie jest obowiązkowe dla każdego czytelnika. W listopadzie 2021 roku Substack miał pół miliona regularnie płacących autorom subskrybentów i ponad milion subskrypcji. Wśród autorów zarejestrowanych na platformie są znani pisarze i publicyści m.in. Salman Rushdie, Seymour Hersh,  Etgar Keret, Chuck Palahniuk, Glenn Greenwald, Robert Christgau czy Timothy Garton Ash a spośród Polaków, Jakub Dymek czy Adam Jasser. Siedziba firmy znajduje się w San Francisco.